# OB Cup
OB Cup er en årlig tennisturnering for nogle af de bedste danske tennisspillere.  
Turneringen, der afvikles i starten af august, afholdes af Tennis Club Odense (tidligere OB Tennis) og spilles på grus i Odense. Vinderen af herresinglerækken får kr. 3.000,-.
I 2006 deltog bl.a. Andreas Laulund (nr. 5 i Danmark), Ole Jensen (nr. 6) og Tore D. Skjold (nr. 8), men det blev dog den lokale spiller, Morten Garbers, der løb med titlen. I damesinglerækken deltog bl.a. Maria Christensen (nr. 6) og Marie-Louise Frølich (nr. 8), men vinderen blev Line Lauridsen.

## Tidligere vindere
Herresingle
- 2006 Morten Garbers
- 2005 Allan Theils

Damesingle
- 2006 Line Lauridsen